# Молибдат празеодима
Молибдат празеодима — неорганическое соединение,
соль празеодима и молибденовой кислоты
с формулой Pr2(MoO4)3,
кристаллы,
не растворяется в воде.

## Физические свойства
Молибдат празеодима образует кристаллы со сверхструктурой
моноклинной сингонии,
пространственная группа I 2/b(αβ0)00,
параметры ячейки a = 0,530284 нм, b = 0,532699 нм, c = 1,17935 нм, β = 90,163°,
вектор модуляции q = 2/3a* + 0,88810b*
.
В кристаллах происходит несколько фазовых переходов при температурах 235 и 987°C.
Не растворяется в воде.